# Nusa Tenggara Timur
Nusa Tenggara Timur, deutsch Ost-Nusa-Tenggara, (oder Östliche kleine Sundainseln) ist eine indonesische Provinz in der Region Nusa Tenggara, den Kleinen Sundainseln. Sie grenzt an den Staat Osttimor.

## Geographie
Die Provinz besteht aus 600 Inseln (nach anderen Angaben: 615), von denen die größten Flores, Sumba und Timor (von der nur der Westteil zu Indonesien gehört) sind. Weitere Inseln sind Adonara, Alor, Komodo, Pantar, Raijua, Roti, Sawu, Semau und andere. Die Regierungsbezirke Westmanggarai (236 bzw. 244), Rote Ndao (101 bzw. 110) und Ostsumba (82 bzw. 78) weisen die meisten Inseln auf. Die Hauptstadt der Provinz ist Kupang auf Westtimor.
Bis 1975 bestand die Hälfte der Insel Timor aus der Kolonie Portugiesisch-Timor. Nach der Ausrufung der Unabhängigkeit Osttimors besetzte Indonesien das Territorium und annektierte es bis 1999 völkerrechtswidrig. In dieser Zeit bildete Osttimor die indonesische Provinz Timor Timur. Nach drei Jahren UN-Verwaltung wurde Osttimor 2002 wieder unabhängig. Die Staatsgrenze zwischen Indonesien und Osttimor stellt die einzige Landgrenze der Provinz Nusa Tenggara Timur dar.

## Verwaltungsgliederung
Nach Gründung der Indonesischen Republik entstanden acht Provinzen, darunter die Propinsi Sunda Kecil (Kleine Sundainseln). Diese wurde 1958 aufgelöst und in drei Provinzen aufgeteilt: Bali, Nusa Tenggara Barat (West) und Nusa Tenggara (Ost).
Seit 2013 teilt sich die Provinz in 21 Regierungsbezirke (Kabupaten) und die Stadt (Kota) Kupang, die sich wiederum in 315 Distrikte (Kecamatan) mit 3.353 Dörfern (Desa) gliedern, von denen 327 als Kelurahan städtischen Charakter besitzen.
| Code 1 | Wappen                       | Kabupaten / Kota Regierungsbezirk / Stadt | Ibu Kota Regierungssitz | Karte | Fläche (km²) | Anzahl der Ver- waltungseinheiten | Anzahl der Ver- waltungseinheiten | Anzahl der Ver- waltungseinheiten | Bevölkerung am Censustag | Bevölkerung am Censustag | Dichte (Einw./km²) | Sex Ratio 7 |
| Code 1 | Wappen                       | Kabupaten / Kota Regierungsbezirk / Stadt | Ibu Kota Regierungssitz | Karte | Fläche (km²) | Kec. 2                            | 00Desa 3000                       | Kel. 4                            | 2010 5                   | 2020 6                   | Dichte (Einw./km²) | Sex Ratio 7 |
| ------ | ---------------------------- | ----------------------------------------- | ----------------------- | ----- | ------------ | --------------------------------- | --------------------------------- | --------------------------------- | ------------------------ | ------------------------ | ------------------ | ----------- |
| 53.01  |                              | Kab. Kupang                               | Oelamasi                |       | 5.525,83     | 24                                | 160                               | 17                                | 304.548                  | 366.383                  | 66,3               | 102,9       |
| 53.02  |                              | Kab Timor Tengah Selatan                  | Soe                     |       | 3.947,00     | 32                                | 266                               | 12                                | 441.155                  | 455.410                  | 115,4              | 98,7        |
| 53.03  |                              | Kab. Timor Tengah Utara                   | Kefamenanu              |       | 2.669,70     | 24                                | 160                               | 33                                | 229.803                  | 259.829                  | 97,3               | 100,5       |
| 53.04  |                              | Kab. Belu                                 | Atambua                 |       | 1.248,94     | 12                                | 69                                | 12                                | 352.297                  | 217.973                  | 174,5              | 100,6       |
| 53.05  |                              | Kab. Alor                                 | Kalabahi                |       | 2.928,88     | 18                                | 158                               | 17                                | 190.026                  | 211.872                  | 72,3               | 97,6        |
| 53.06  |                              | Kab. Flores Timur                         | Larantuka               |       | 1.754,98     | 19                                | 229                               | 21                                | 232.605                  | 276.896                  | 157,8              | 96,2        |
| 53.07  |                              | Kab. Sikka                                | Maumere                 |       | 1.731,91     | 21                                | 147                               | 13                                | 300.328                  | 321.953                  | 185,9              | 93,9        |
| 53.08  |                              | Kab. Ende                                 | Ende                    |       | 2.068,00     | 21                                | 255                               | 23                                | 260.605                  | 270.763                  | 130,9              | 95,9        |
| 53.09  |                              | Kab. Ngada                                | Najawa                  |       | 1.722,24     | 12                                | 135                               | 16                                | 142.393                  | 165.254                  | 96,0               | 97,5        |
| 53.10  |                              | Kab. Manggarai                            | Ruteng                  |       | 1.915,62     | 12                                | 145                               | 26                                | 292.451                  | 312.855                  | 163,3              | 100,0       |
| 53.11  |                              | Kab. Sumba Timur                          | Waingapu                |       | 7.005,00     | 22                                | 140                               | 16                                | 227.732                  | 244.820                  | 35,0               | 106,0       |
| 53.12  |                              | Kab. Sumba Barat                          | Waikabubak              |       | 737,42       | 6                                 | 63                                | 11                                | 110.993                  | 145.097                  | 196,8              | 105,1       |
| 53.13  |                              | Kab. Lembata                              | Lewoleba                |       | 1.266,39     | 9                                 | 144                               | 7                                 | 117.829                  | 135.930                  | 107,3              | 93,0        |
| 53.14  |                              | Kab. Rote Ndao                            | Ba'a                    |       | 1.284,41     | 11                                | 112                               | 7                                 | 119.908                  | 143.764                  | 111,9              | 101,5       |
| 53.15  |                              | Kab. Manggarai Barat                      | Labuan Bajo             |       | 3.141,47     | 12                                | 164                               | 5                                 | 221.703                  | 256.317                  | 81,6               | 101,7       |
| 53.16  |                              | Kab. Nagekeo                              | Mbay                    |       | 1.416,96     | 7                                 | 97                                | 16                                | 130.120                  | 159.732                  | 112,7              | 97,7        |
| 53.17  |                              | Kab. Sumba Tengah                         | Waibakul                |       | 1.817,88     | 6                                 | 65                                | –                                 | 62.485                   | 85.482                   | 47,0               | 105,5       |
| 53.18  |                              | Kab. Sumba Barat Daya                     | Tambolaka               |       | 1.445,32     | 11                                | 173                               | 2                                 | 284.903                  | 303.650                  | 210,1              | 105,3       |
| 53.19  |                              | Kab. Manggarai Timur                      | Borong                  |       | 2.502,24     | 12                                | 159                               | 17                                | 252.744                  | 275.603                  | 110,1              | 102,4       |
| 53.20  |                              | Kab. Sabu Raijua                          | Sabu Barat              |       | 460,47       | 6                                 | 58                                | 5                                 | 72.960                   | 89.327                   | 194,0              | 104,3       |
| 53.21  |                              | Kab. Malaka                               | Betun                   |       | 1.160,61     | 12                                | 127                               | –                                 | –                        | 183.898                  | 158,5              | 97,8        |
| 53.71  |                              | Kota Kupang                               | Kupang                  |       | 180,27       | 6                                 | –                                 | 51                                | 336.239                  | 442.758                  | 2.456,1            | 101,6       |
| 53     | Provinsi Nusa Tenggara Timur | Provinsi Nusa Tenggara Timur              | Kupang                  |       | 47.931,54    | 315                               | 3026                              | 327                               | 4.683.827                | 5.325.566                | 111,1              | 100,1       |

## Demographie

### Religion
Anders als in den meisten anderen Regionen Indonesiens bekennt sich die Bevölkerung zu knapp 90 % zum Christentum (Stand: Juni 2022), die meisten sind Katholiken (2.952.615 oder 53,55 % der Gesamtbevölkerung), als Folge der Missionierung durch die Portugiesen im 17. und 18. Jahrhundert.

Protestanten waren mit 2.000.044 Gläubigen (36,27 %) vertreten. In den Regierungsbezirken Kupang, Alor, Rote Ndao (93,82 %), Sabua Rujia (90,56 %), Ostsumba, Westsumba, Zentralsumba, Nordzentraltimor und der Stadt Kupang überwiegt die Zahl der Protestanten die der Katholiken. Dies liegt in der erst später erfolgten Christianisierung durch niederländische Missionare im 19. und 20. Jahrhundert begründet.

Über eine halbe Million (9,44 %) Muslime sind zumeist aus anderen Regionen Indonesiens eingewandert. So finden sich besonders (> 20 %) im Westen der Insel Flores (Bezirke Alor, Lembata, Ostflores, Ende), im Bezirk Westmanggarai und in der Stadt Kupang (hier aber nur mit 14,34 % der Gesamtbevölkerung). Kleinere Minderheiten folgen dem Hinduismus und Buddhismus. Vor allem bei den erst spät christianisierten Völkern sind auch animistische Praktiken und Traditionen weit verbreitet.

### Familienstand und Altersgruppen
Ende Juni 2022 lebten in der Provinz 4.678.150 Menschen, die 10 Jahre und älter waren. Dabei hatten den Familienstand (in Klammern die Anteile von der Gesamtbevölkerung):
- Ledig: 51,44 % (58,81 %)
- Verheiratet: 44,57 % (37,81 %)
- Geschieden: 0,30 % (0,26 %)
- Verwitwet: 3,68 (3,13 %)

68,24 Prozent oder 3.762.687 Personen gehörten zur erwerbsfähigen Bevölkerung (15–64 Jahre); 25,78 % waren Kinder und 5,98 % im Rentenalter.

### Bevölkerungsentwicklung
Volkszählungsergebnisse
| Jahr | Gesamt    | Männlich  | Weiblich  | jährl. Zuwachs (%) |
| 1961 | 1.967.297 | 0.984.415 | 0.982.882 | jährl. Zuwachs (%) |
| 1971 | 2.294.945 | 1.152.302 | 1.142.643 | 1,30               |
| 1980 | 2.737.166 | 1.365.677 | 1.371.489 | 1,62               |
| 1990 | 3.268.644 | 1.620.824 | 1.647.820 | 1,48               |
| 1995 | 3.577.472 |           |           | 1,44               |
| 2000 | 3.808.477 | 1.893.223 | 1.915.254 | 1,01               |
| 2005 | 4.260.294 |           |           | 1,77               |
| 2010 | 4.683.827 | 2.326.487 | 2.357.340 | 1,51               |
| 2015 | 5.112.760 | 2.532.509 | 2.580.251 | 1,40               |
| 2020 | 5.325.566 | 2.663.771 | 2.661.795 | 0,67               |

## Geschichte

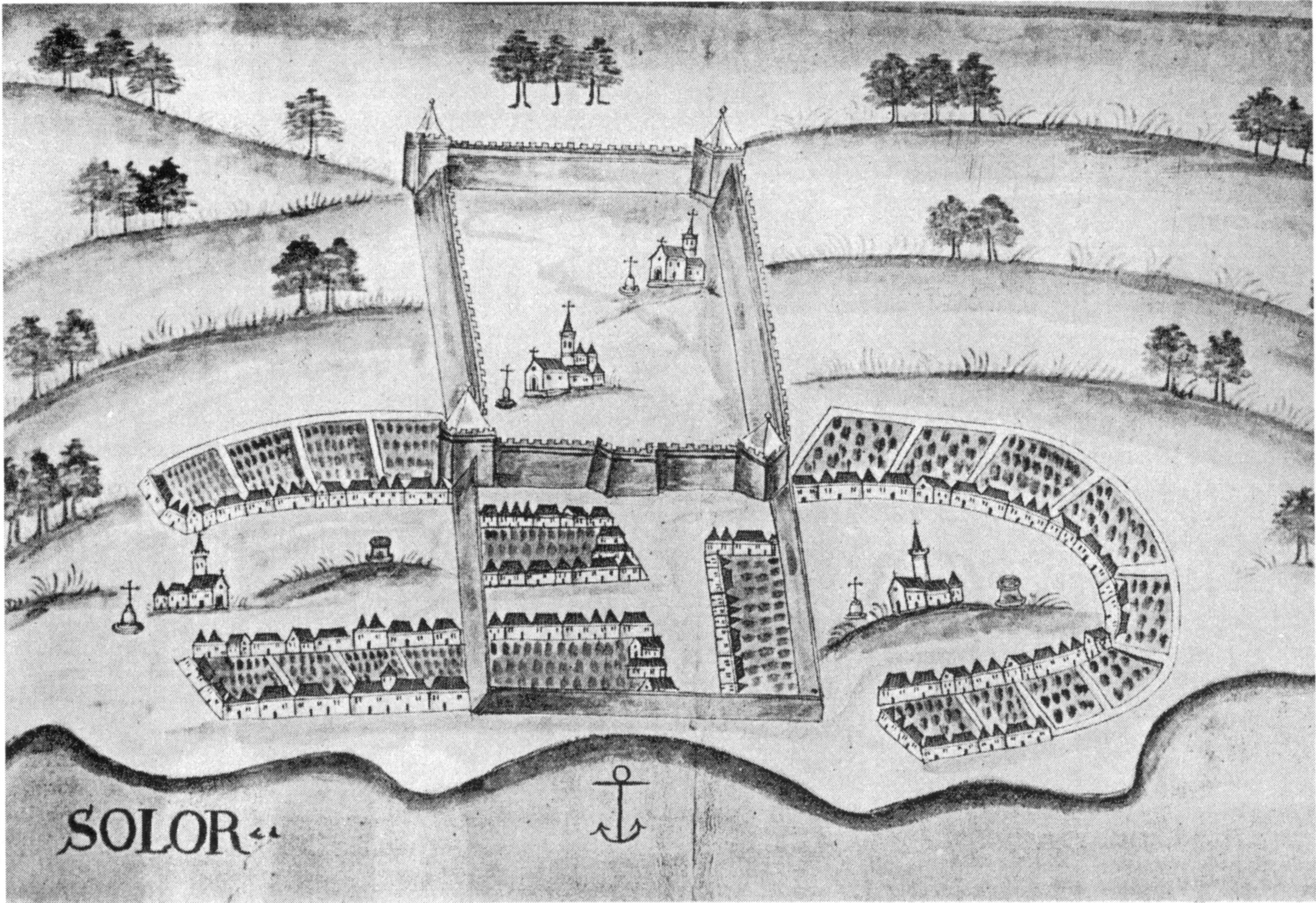
Portugiesische Festung auf Solor

Mehrere Besiedlungswellen durchquerten die Region. Man vermutet, dass vedo-austronesische Völker etwa 40.000 bis 20.000 v. Chr., während der letzten Eiszeit, vom Norden und Westen her Timor erreichten. Zu diesem Zeitpunkt waren die Großen Sundainseln durch Landbrücken mit dem asiatischen Kontinent verbunden und der Weg über das Meer bis Timor deutlich kürzer. Die Einwanderer waren vergleichbar mit den Veddas im heutigen Sri Lanka und scheinen die gleichen Vorfahren zu haben. Ihre Nachkommen, die Atoin Meto (Atoni), repräsentieren wahrscheinlich die ursprüngliche Bevölkerung Timors und zeichnen sich durch eine sehr dunkle Hautfarbe und glatte, schwarze Haare aus. Sie stellen die Bevölkerungsmehrheit im Westen der Insel. Ihnen folgten Melanesier, die um 3000 v. Chr. bis Timor vordrangen und schließlich verschiedene austronesische Gruppen, die ursprünglich aus Südchina und dem nördlichen Indochina stammen.
Obwohl einige indonesische Publikationen der 1970er-Jahre angeben, dass das Srivijaya-Reich (7. Jahrhundert bis 13. Jahrhundert) bis nach Timor reichte, fehlen jegliche Quellen, um dies nachzuweisen. Selbst Bali und der Osten Javas gehörten nicht zu diesem Reich, obwohl diese westlich der heutigen Provinz Ost-Nusa Tenggara lagen und hinduistisch und buddhistisch geprägt waren. Vermutlich hinderten javanische Königreiche das Srivijaya-Reich an seiner Expansion in Richtung Osten. Möglicherweise erreichten aber Händler Srivijayas die Region. Niederländische Historiker berichten, dass timoresisches Sandelholz bereits im 10. Jahrhundert durch die Straße von Malakka weiter nach China und Indien transportiert wurde.
Der chinesische Beamte für Überseehandel Zhao Rukuo nannte Timor im Jahr 1225 einen Ort, der reich an Sandelholz sei. Santalum album findet sich nicht nur auf Timor, sondern auch auf verschiedenen Pazifikinseln, Madagaskar, Australien und in Indien, doch lieferten nur Timor, Sumba und Solor die höchste Qualität von weißem Sandelholz. Den Handel betrieben malaiische, chinesische und später auch arabische Händler. Sie kauften in der Region Sandelholz, Sklaven, Honig und Bienenwachs. Mit dem Aufblühen des örtlichen Handels entstanden lokale Herrscherfamilien. Die Händler siedelten nicht auf dem fern den Handelsrouten zwischen China, Indien und den großen Inseln gelegenen Timor, sondern blieben immer nur so lange, wie sie mussten, um ihre Geschäfte abzuwickeln.
Im Heldenepos Nagarakertagama des Majapahit-Reich, das in der Mitte des 14. Jahrhunderts seinen Höhepunkt erreichte, wird auch eine lange Liste von tributpflichtigen Vasallenstaaten Majapahits aufgeführt. Darunter findet sich auch Timor. Allerdings vermerkte der portugiesische Schreiber Tomé Pires im 16. Jahrhundert, dass alle Inseln östlich von Java Timor genannt wurden, da die Landessprache mit dem Wort „Timor“ den Osten bezeichnet. Bereits nach einem Jahrhundert zerfiel die Macht Majapahits aufgrund von Streitigkeiten zwischen den Hinduprinzen und der Verbreitung des Islams in Malaya, dem Nordosten Sumatras und dem Norden Javas. Das muslimische Malakka gewann an Macht, sodass auch die javanischen Häfen an Bedeutung verloren. Die chinesischen Händler verschwanden fast zeitgleich zwischen 1368 und 1405. Grund war die selbstgewählte Isolation Chinas von der Außenwelt. Als China von 1550 bis 1567 ein zweites Mal seinen Händlern den Außenhandel verbot, übernahmen zunächst die Portugiesen die Handelswege zwischen dem Reich der Mitte und Timor.

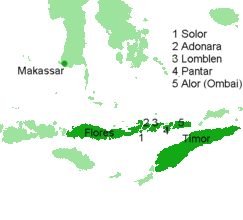
Portugiesische Einflusssphäre auf den Kleinen Sundainseln im 16. und 17. Jahrhundert

Der Portugiese Afonso de Albuquerque eroberte am 15. August 1511 das nördlich gelegene Sultanat von Malakka. Damit stand Portugal ein wichtiger Stützpunkt für den Handel mit den Kleinen Sundainseln und vor allem den Molukken zur Verfügung, dem Hauptziel der portugiesischen Expansion in Südostasien. Um die Gewürzinseln genannten Inseln zu finden, wurde bereits im folgenden November eine Expedition aus drei Schiffen unter António de Abreu entsandte. Nachdem die Schiffe die Molukken erreicht hatten, wandten sie sich nach Südwesten und erreichten 1512 als erste Europäer Timor, Solor und Alor. Auf Solor soll bereits damals eine portugiesische Siedlung gegründet worden sein, die Keimzelle der portugiesischen Kolonien auf den Kleinen Sundainseln.
Anfangs unterhielten die Portugiesen auf Timor weder eine Verwaltung, noch Militärgarnisonen oder Handelsposten. Diese wurden erst schrittweise als Reaktion auf die Bedrohung durch die Niederländer aufgebaut, die ihren Einfluss einige Jahrzehnte später begannen, in der Region immer mehr auszudehnen. In den ersten Jahren wurden einige Soldaten unter einem Capitão für Solor angeheuert. Ab 1575 stationierte man hier ein bewaffnetes Schiff mit 20 Soldaten und ab 1595 vergab Goa offiziell den Posten des Capitão, der die Aufgaben eines Gouverneurs für die Region übernahm – sehr zum Unmut der Dominikaner, die sich in ihren Rechten eingeschränkt sahen. Der erste Capitão Goas war Antonio Viegas. 1586 wurden große Teile Timors zur Kolonie Portugiesisch-Timor erklärt.
Am 20. April 1613 eroberten die Niederländer unter Apollonius Schotte die Festung auf Solor. Die Portugiesen wichen nach Larantuka im Osten von Flores aus. Solor wechselte im Laufe der nächsten Jahrzehnte mehrfach zwischen den beiden Kolonialmächten hin und her, während Larantuka zum neuen portugiesischen Zentrum der Region wurde. Von Larantuka aus kontrollierten die Topasse das Handelsnetz in der Region, vor allem den lukrativen Sandelholzhandel. Die Topasse, auch Bidau, Larantuqueiros oder schwarze Portugiesen genannt, waren Nachfahren von portugiesischen Soldaten, Seeleuten und Händlern, die Frauen von Solor und Flores heirateten. Nach niederländischen Berichten beherrschten die Topasse von Larantuka aus bereits 1623 die Häfen an der Nordküste Timors.

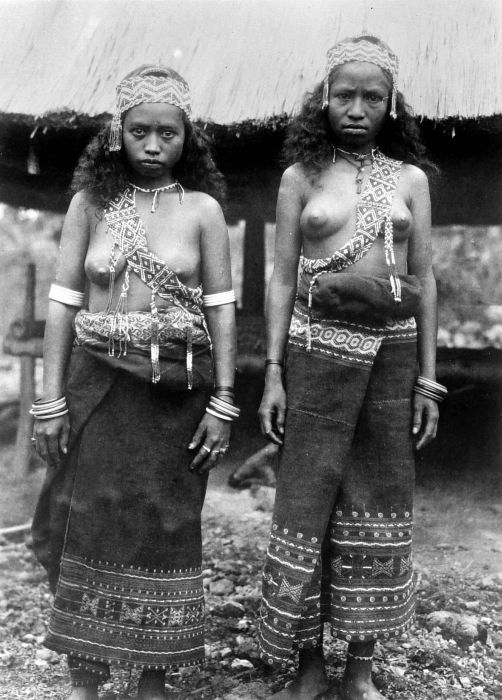
Bild aus der kolonialen Zeit: Zwei Mädchen aus Worbain, Alor

1640 entstand in Kupang der erste niederländische Posten auf Timor. 1681 eroberten die Niederländer die Insel Roti, von wo in Folge Sklaven nach Timor gebracht wurden. Außerdem rekrutierten die Niederländer auf Roti Soldaten für ihre Armee und bauten Schulen, nachdem der dortige Herrscher 1729 zum Christentum konvertiert war. Aus den Rotinesen wurde eine gut ausgebildete Elite. Um sich diese als Gegengewicht zu den Timoresen nutzbar zu machen, förderten die Niederländer deren Einwanderung nach Westtimor, so dass sie und ihre Sprache noch heute hier präsent sind. Ab 1756 hatten die Niederlande nach der Schlacht von Penfui zumindest nominell die Oberhoheit über Westtimor erkämpft.
1797 versuchten die Engländer Kupang zu besetzen, da man befürchtete, dass sich hier Frankreich festsetzen könnte. Die Briten wurden aber vom niederländischen Kommandanten mit Hilfe von Einheimischen und Sklaven vertrieben. Während der napoleonischen Kriege gelang den Engländer 1811 die Besetzung Kupangs. 1812 wurde die britische Kontrolle auf das gesamte niederländische Westtimor ausgedehnt. Erst nach der Rückkehr der Oranier auf den niederländischen Thron erhielten die Niederländer am 7. Oktober 1816 offiziell ihre timoresische Besitzungen zurück.
1851 verkaufte der portugiesische Gouverneur José Joaquim Lopes de Lima ohne Autorisation aus Lissabon, außer der Kernkolonie Portugiesisch-Timor, die verbliebenen portugiesischen Gebiete und Ansprüche auf den Kleinen Sundainseln für 200.000 Florins an die Niederlande. Lissabon erkannte den Verkauf nicht an und ließ Lopes verhaften. Er starb auf der Rückfahrt nach Europa. Ab 1854 wurden die Vereinbarungen neu verhandelt. Im Vertrag von Lissabon wurde der Verkauf schließlich bestätigt. Die Ratifizierung erfolgte 1859. Die endgültige Grenzziehung zwischen Niederländisch-Indien und Portugiesisch-Timor erfolgte erst 1914. Allerdings mussten die Niederländer bis 1915 ständig Aufstände niederschlagen, die auf Timor, Flores und anderen Inseln fast jedes Jahr ausbrachen. Oft bestand nur eine formale niederländische Oberhoheit, während die einheimischen Herrscher (Raja) die wirkliche Regierungsgewalt vor Ort hatten.
Zwischen 1942 und 1945 besetzten die Japaner im Pazifikkrieg die Inseln. Nach der Indonesische Unabhängigkeitserklärung am 17. August 1945 begann der Niederländisch-Indonesische Krieg (1947/48). Ost-Nusa Tenggara stand dabei nie unter Kontrolle der Unabhängigkeitsbewegung. 1949 erkannten die Niederlande die Souveränität Indonesiens an, auch über Ost-Nusa Tenggara.
Die lokale Verwaltung blieb bis 1958 in den Händen der einheimischen Herrscher. Trotz ihrer späteren Entmachtung, haben ihre Familien noch heute großen Einfluss in der Gesellschaft.
Von 1975 bis 1999 besetzte Indonesien das benachbarte Osttimor. In einem Unabhängigkeitsreferendum entschied sich die dortige Bevölkerung für die Unabhängigkeit von Indonesien. Während und nach der Krise in Osttimor 1999 wurden 250.000 Osttimoresen nach Westtimor deportiert oder flohen hierher. Während ein Großteil wieder in ihr Heimatland zurückkehrte, lebten 2005 noch 30.000 Flüchtlinge im indonesischen Westtimor. An der Grenze der beiden Länder kommt es immer wieder zu kleineren Zwischenfällen, weil einige kleine Grenzabschnitte noch nicht genau festgelegt sind.

## Gouverneure
| Nr.         | Gouverneur           | Amtszeit                              |
| ----------- | -------------------- | ------------------------------------- |
| 1           | J. Lala Mentik       | 1960–1965                             |
| 2           | El Tari              | 1966–1978 (†)                         |
| amtsführend | Wang Suwandi         | April 1978 – 16. Juni 1978            |
| 3           | Ben Mboi             | 1978–1983                             |
| 4           | Hendrik Fernandez    | 1988–1993                             |
| 5           | Herman Musakabe      | 1993–1998                             |
| 6           | Piet Alexander Tallo | 1998–2008                             |
| 7           | Frans Lebu Raya      | 16. Juli 2008 – 16. Juli 2013         |
| amtsführend | Robert Simbolon      | 17. Juli 2018 – 5. September 2018     |
| 8           | Viktor Laiskodat     | 5. September 2018 – 5. September 2023 |
| amtsführend | Ayodhia Kalake       | 5. September 2023 – 6. September 2024 |
| amtsführend | Andriko Noto Susanto | seit 6. September 2024                |